# Hippopotamyrus
Hippopotamyrus is een geslacht van straalvinnige vissen uit de familie van tapirvissen (Mormyridae).

## Soorten
- Hippopotamyrus castor Pappenheim, 1906
- Hippopotamyrus paugyi Lévêque & Bigorne, 1985
- Hippopotamyrus pictus (Marcusen, 1864)